# Saudi Basic Industries Corporation
SABIC (arabisch سابك, DMG Sābik) ist ein saudi-arabischer Chemie- und Metall-Konzern und nach eigenen Angaben der führende Metallproduzent im Nahen Osten. Das Unternehmen befindet sich mehrheitlich (zu 70 Prozent) im Besitz von Saudi Aramco und ist im Tadawul-All-Share-Index an der Wertpapierbörse Tadawul notiert.
In den Forbes Global 2000 der größten börsennotierten Unternehmen belegt SABIC Platz 120 (Stand: GJ 2017). Das Unternehmen kam Mitte 2018 auf einen Börsenwert von ca. 92 Mrd. USD.

## Geschichte
SABIC wurde 1976 gegründet, um die Weiterverarbeitung der natürlichen Ressourcen, insbesondere Erdöl und Erdgas, im eigenen Land vornehmen zu können. Hinzu kamen andere Bergbauprodukte.
Die Hauptverwaltung befindet sich in der saudi-arabischen Hauptstadt Riad. Die meisten Produktionsanlagen befinden sich in al-Dschubail am Persischen Golf und in Yanbuʿ al-Baḥr („Quelle am Meer“) am Roten Meer.
2002 erwarb SABIC den Petrochemie-Bereich der niederländischen DSM und übernahm damit europäische Werke in Sittard-Geleen (NL) und Gelsenkirchen. Seit Anfang 2007 besitzt SABIC einen weiteren europäischen Standort im englischen Teesside.
Im Mai 2007 kaufte SABIC die Kunststoffsparte GE Plastics von General Electric (GE). Der Konzern bezahlte dafür 11,6 Milliarden US-Dollar.
SABIC verfügt neben zwei großen Produktionsstätten (al-Dschubail und Yanbu) über 16 weitere Produktionsanlagen in Saudi-Arabien, u. a. über eine Düngemittelfabrik in Ras al-Khair, und drei in Bahrein. Außerdem besitzt SABIC  europäische Produktionsstandorte u. a. in Geleen, Gelsenkirchen, Teesside, Bergen op Zoom, Genk und Cartagena.
Im Jahr 2018 lag der Nettogewinn bei 5,7 Milliarden US-Dollar und der Umsatz bei 45 Milliarden US-Dollar.
2019 kaufte der staatliche Ölkonzern Saudi Aramco 70 % der Anteile von dem öffentlichen Investitionsfonds Saudi-Arabiens für 69 Milliarden US-Dollar.

## Geschäftsfelder

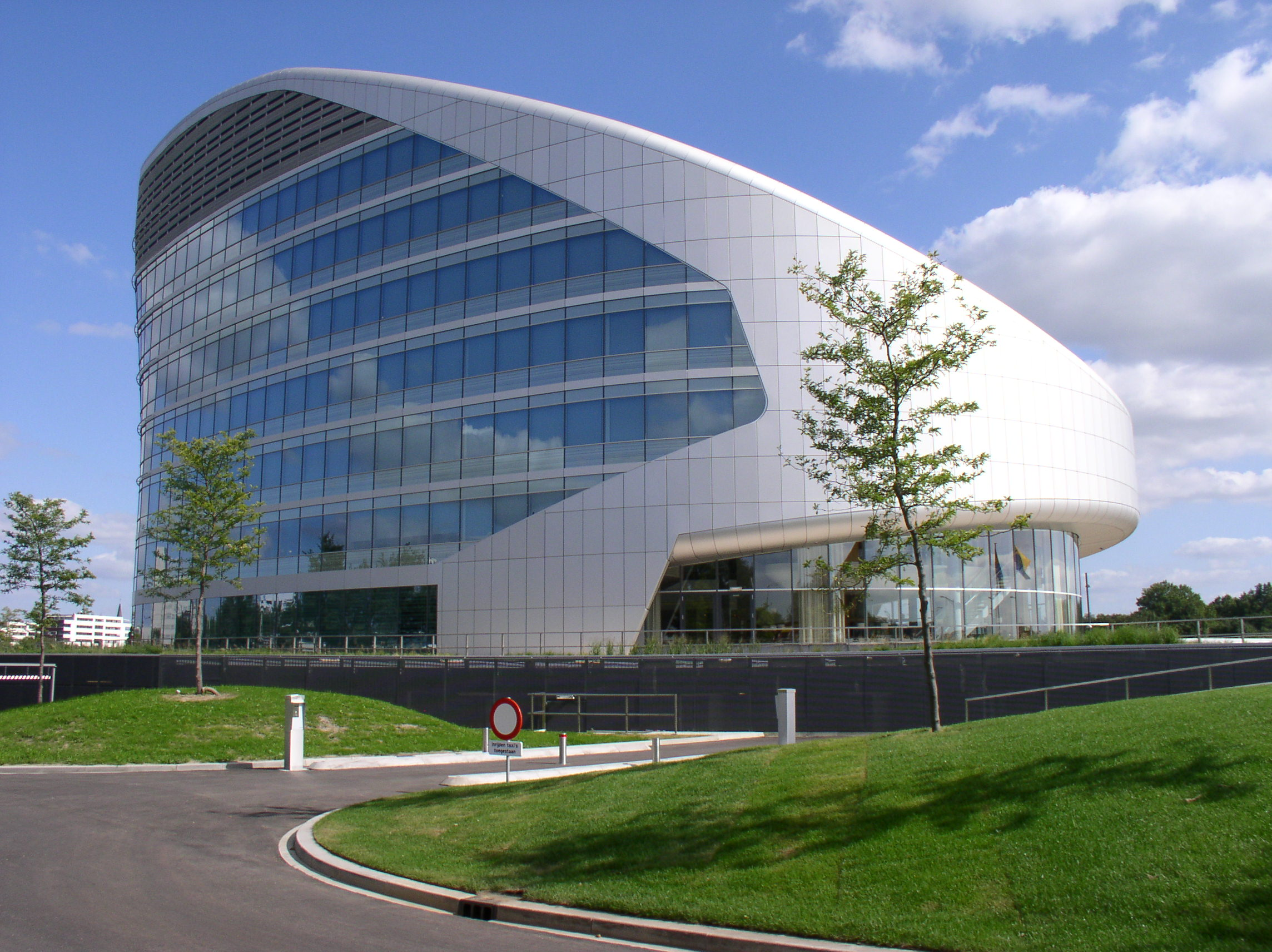
Bürogebäude im niederländischen Sittard

Die Hauptgeschäftsbereiche von SABIC sind aktuell
- Grundchemikalien (Methanol, Ethanol, Ethen, Propen, Benzol, Xylol, Methyl-tert.-Butylether (MTBE), Styrol, 1,3-Butadien, 1-Buten)
- Zwischenprodukte (Ethylenglycole, Dichlorethen, Vinylchlorid (Monomer des PVC), Natriumhydroxid, Phthalsäuredioctylester)
- Polyolefine (Polyethen und Polypropen)
- Polyvinylchlorid (PVC) und Polyester (Polystyrol, Polycarbonate (z. B. Lexan®), Melamin etc.)
- Düngemittel (Harnstoff, Ammoniak, Phosphate etc.)
- Metalle (Stahl, Aluminium)

Neuere Produkte sind Kunststoffbaustoffe, Tapeten, Buchbinderleim, Kunstleder.
Sabic unterhält Forschungsabteilungen in Riad, al-Dschubail, für alle Bereiche, die in Riad ansässig sind.